# جیمز دان
جیمز دان (انگلیسی: James Dunne؛ زادهٔ ۱۸ سپتامبر ۱۹۸۹) بازیکن فوتبال اهل بریتانیا است.
از باشگاه‌هایی که در آن بازی کرده‌است می‌توان به باشگاه فوتبال آرسنال، باشگاه فوتبال ویمبلدون، باشگاه فوتبال ناتینگهام فارست، باشگاه فوتبال اکستر سیتی، باشگاه فوتبال استیونج، باشگاه فوتبال پورتسموث، باشگاه فوتبال داگنم و ردبریج، و باشگاه فوتبال کمبریج یونایتد اشاره کرد.